# French Camp (Mississippi)
Pour les articles homonymes, voir French Camp.
French Camp est une ville du comté de Choctaw, dans l'État du Mississippi aux États-Unis.

## Données statistiques
Au recensement de l'an 2000, la population s'élevait à 393 habitants.
Le bureau du recensement des États-Unis indique une superficie de 2,6 km2.

## Toponymie
En 1812, French Camp fut créé lors de la guerre anglo-américaine. Ce poste militaire fut établi sur la piste Natchez, parcourue par les Amérindiens, par le chef Choctaw Pushmataha et son compagnon d'armes, le franco-louisianais Louis LeFleur (militaire, négociant et explorateur).